# Nhiệt động lực học
Thuật ngữ nhiệt động học (hoặc nhiệt động lực học) có hai nghĩa:
1. Khoa học về nhiệt và các động cơ nhiệt (nhiệt động học cổ điển)
2. Khoa học về các hệ thống ở trạng thái cân bằng (nhiệt động học cân bằng)

Ban đầu, nhiệt động học chỉ mang nghĩa thứ nhất. Về sau, các công trình tiên phong của Ludwig Boltzmann đã đem lại nghĩa thứ hai. 
Các nguyên lý nhiệt động học có thể áp dụng cho nhiều hệ vật lý, chỉ cần biết sự trao đổi năng lượng với môi trường mà không phụ thuộc vào chi tiết tương tác trong các hệ ấy. Albert Einstein đã dựa vào nhiệt động học để tiên đoán về phát xạ tự nhiên. Gần đây còn có một nghiên cứu về nhiệt động học hố đen. 
Nhiệt động học là lý thuyết vật lý duy nhất tổng quát, trong khả năng ứng dụng và trong các cơ sở lý thuyết của nó, mà tôi tin rằng sẽ không bao giờ bị lật đổ. — Albert Einstein
Nhiệt động học thường được coi là một bộ phận của vật lý thống kê, thuộc về một trong số những lý thuyết lớn làm nền tảng cho những kiến thức đương đại về vật chất.

## Lịch sử
Những nghiên cứu đầu tiên mà chúng ta có thể xếp vào ngành nhiệt động học chính là những công việc đánh dấu và so sánh nhiệt độ, hay sự phát minh của các nhiệt biểu, lần đầu tiên được thực hiện bởi nhà khoa học người Đức Daniel Gabriel Fahrenheit (1686-1736) - người đã đề xuất ra thang đo nhiệt độ đầu tiên mang tên ông. Trong thang nhiệt này, 32 độ F và 212 độ F là nhiệt độ tương ứng với thời điểm nóng chảy của nước đá và sôi của nước. Năm 1742, nhà bác học Thụy Sĩ Anders Celsius (1701-1744) cũng xây dựng nên một thang đo nhiệt độ đánh số từ 0 đến 100 mang tên ông dựa vào sự giãn nở của thủy ngân.
Những nghiên cứu tiếp theo liên quan đến quá trình truyền nhiệt giữa các vật thể. Nếu như nhà bác học Daniel Bernoulli (1700-1782) đã nghiên cứu động học của các chất khí và đưa ra liên hệ giữa khái niệm nhiệt độ với chuyển động vi mô của các hạt. Ngược lại, nhà bác học Antoine Lavoisier (1743-1794) lại có những nghiên cứu và kết luận rằng quá trình truyền nhiệt được liên hệ mật thiết với khái niệm dòng nhiệt như một dạng chất lưu.
Tuy nhiên, sự ra đời thật sự của bộ môn nhiệt động học là phải chờ đến mãi thế kỉ thứ 19 với sự xuất hiện của nhà vật lý người Pháp Nicolas Léonard Sadi Carnot (1796-1832) cùng với cuốn sách của ông mang tên "Ý nghĩa của nhiệt động năng và các động cơ ứng dụng loại năng lượng này". Ông đã nghiên cứu những cỗ máy được gọi là động cơ nhiệt: một hệ nhận nhiệt từ một nguồn nóng để thực hiện công dưới dạng cơ học đồng thời truyền một phần nhiệt cho một nguồn lạnh. Chính từ đây đã dẫn ra định luật bảo toàn năng lượng (tiền đề cho nguyên lý thứ nhất của nhiệt động học), và đặc biệt, khái niệm về quá trình thuận nghịch mà sau này sẽ liên hệ chặt chẽ với nguyên lý thứ hai. Ông cũng bảo vệ cho ý kiến của Lavoisier rằng nhiệt được truyền đi dựa vào sự tồn tại của một dòng nhiệt như một dòng chất lưu.
Những khái niệm về công và nhiệt được nghiên cứu kĩ lưỡng bởi nhà vật lý người Anh James Prescott Joule (1818-1889) trên phương diện thực nghiệm và bởi nhà vật lý người Đức Robert von Mayer (1814-1878) trên phương diện lý thuyết xây dựng từ cơ sở chất khí. Cả hai đều đi tới một kết quả tương đương về công và nhiệt trong những năm 1840 và đi đến định nghĩa về quá trình chuyển hoá năng lượng. Chúng ta đã biết rằng sự ra đời của nguyên lý thứ nhất của nhiệt động học là do một công lao to lớn của Mayer.
Nhà vật lý người Pháp Émile Clapeyron (1799-1864) đã đưa ra phương trình trạng thái của chất khí lý tưởng vào năm 1843.
Tuy nhiên, chỉ đến năm 1848 thì khái niệm nhiệt độ của nhiệt động học mới được định nghĩa một cách thực nghiệm bằng Kelvin bởi nhà vật lý người Anh, một nhà quý tộc có tên là Sir William Thomson hay còn gọi là Lord Kelvin (1824-1907). Chúng ta không nên nhầm lẫn ông với nhà vật lý cùng họ Joseph John Thompson (1856-1940), người đã khám phá ra electron và đã phát triển lý thuyết về hạt nhân.
Nguyên lý thứ hai của nhiệt động học đã được giới thiệu một cách gián tiếp trong những kết quả của Sadi Carnot và được công thức hoá một cách chính xác bởi nhà vật lý người Đức Rudolf Clausius (1822-1888) - người đã đưa ra khái niệm entropy vào những năm 1860.
Những nghiên cứu trên đây đã cho phép nhà phát minh người Scotland James Watt (1736-1819) hoàn thiện máy hơi nước và tạo ra cuộc cách mạng công nghiệp ở thế kỉ thứ 19.
Cũng cần phải nhắc đến nhà vật lý người Áo Ludwig Boltzmann (1844-1906), người đã góp phần không nhỏ trong việc đón nhận entropy theo quan niệm thống kê và phát triển lý thuyết về chất khí vào năm 1877. Tuy nhiên, đau khổ vì những người cùng thời không hiểu và công nhận, ông đã tự tử khi tài năng còn đang nở rộ. Chỉ đến mãi về sau thì tên tuổi ông mới được công nhận và người ta đã khắc lên mộ ông, ở thành phố Vienne, công thức nổi tiếng W = k.logO mà ông đã tìm ra.
Riêng về lĩnh vực hoá nhiệt động, chúng ta phải kể đến tên tuổi của nhà vật lý Đức Hermann von Helmholtz (1821-1894) và nhà vật lý Hoa Kỳ Willard Gibbs (1839-1903). Chính Gibbs là người đã có những đóng góp vô cùng to lớn trong sự phát triển của vật lý thống kê.
Cuối cùng, để kết thúc lược sử của ngành nhiệt động học, xin được nhắc đến nhà vật lý người Bỉ gốc Nga Ilya Prigonine (sinh năm 1917) - người đã được nhận giải Nobel năm 1977 về những phát triển cho ngành nhiệt động học không cân bằng.

## Phương pháp
Nhiệt động học chia vũ trụ ra thành các hệ ngăn cách bởi biên giới (có thật hay tưởng tượng). Tất cả các hệ không trực tiếp nằm trong nghiên cứu được quy là môi trường xung quanh. Có thể chia nhỏ một hệ thành nhiều hệ con, hoặc nhóm các hệ nhỏ thành hệ lớn. Thường, mỗi hệ nằm ở một trạng thái nhất định đặc trưng bởi một số thông số (thông số sâu và thông số rộng). Các thông số này có thể được liên hệ qua các phương trình trạng thái. Xem thêm trang các trạng thái vật chất.

## Nhiệt động học cổ điển
Nhiệt và nhiệt độ là những khái niệm cơ bản của nhiệt động học. Nhiệt động học cổ điển nghiên cứu tất cả những hiện tượng chịu sự chi phối của:
- Nhiệt
- Sự biến thiên của nhiệt

### Nhiệt và nhiệt độ
Bằng trực giác, mỗi chúng ta đều biết đến khái niệm nhiệt độ. Một vật được xem là nóng hay lạnh tùy theo nhiệt độ của nó cao hay thấp. Nhưng thật khó để đưa ra một định nghĩa chính xác về nhiệt độ. Một trong những thành tựu của nhiệt động học trong thế kỷ 19 là đã đưa ra được định nghĩa về nhiệt độ tuyệt đối của một vật, đo bằng đơn vị Kelvin, độ không tuyệt đối = không độ Kelvin ≈ -273.15 độ C.
Khái niệm nhiệt còn khó định nghĩa hơn. Một lý thuyết cổ, được bảo vệ bởi Antoine Lavoisier, cho rằng nhiệt là một dịch thể đặc biệt (không màu sắc, không khối lượng), gọi là chất nhiệt, chảy từ vật này sang vật khác. Một vật càng chứa nhiều chất nhiệt thì nó càng nóng. Thuyết này sai ở chỗ chất nhiệt không thể đồng nhất với một đại lượng vật lý được bảo toàn. Về sau, nhiệt động học đã làm rõ nghĩa cho khái niệm nhiệt lượng trao đổi.

### Các động cơ nhiệt
Nhiệt động học cổ điển đã vươn lên với tư cách là khoa học của các động cơ nhiệt hay khoa học về nhiệt động năng.
Nicolas Léonard Sadi Carnot đã mở đầu cho các nghiên cứu hiện đại về các động cơ nhiệt trong một tiểu luận có tính nền tảng: "Ý nghĩa của nhiệt động năng và các động cơ ứng dụng loại năng lượng này" (1823). Chu trình Carnot, được trình bày trong tiểu luận này, vẫn còn là một ví dụ lý thuyết điển hình trong các nghiên cứu về các động cơ nhiệt. Ngày nay, thay vì dùng khái niệm nhiệt động năng, người ta phát biểu rằng các động cơ nhiệt có khả năng sinh công cơ học, đồng thời tìm hiểu cách thức sử dụng nhiệt để tạo ra công.
Mọi chuyển động của các vật trong thế giới vĩ mô (khoảng gần 1 milimét trở lên được xem là vĩ mô) đều có thể sinh nhiệt, với ý nghĩa là nó làm cho vật nóng thêm. Có thể thử nghiệm bằng cách xoa hai bàn tay vào nhau.
Ngược lại, nhiệt cũng có thể làm cho các vật thể vĩ mô chuyển động (Ví dụ: có thể quan sát sự chuyển động của nước khi được đun sôi). Đây là cơ sở để chế tạo các động cơ nhiệt. Chúng là các hệ vĩ mô, trong đó chuyển động được duy trì nhờ sự chênh lệch nhiệt độ giữa bộ phận "nóng" và bộ phận "lạnh".

## Nhiệt động học cân bằng
Định nghĩa nhiệt động học như là một khoa học về các hệ ở trạng thái cân bằng là một cách tiếp cận vừa tổng quát vừa rất chặt chẽ. Nhiệt động học cân bằng làm việc với các quá trình trao đổi năng lượng (và, do đó, vật chất) ở trạng thái gần cân bằng. Các quá trình nhiệt động học không cân bằng được nghiên cứu bởi nhiệt động học phi cân bằng.

### Cân bằng tĩnh và quy luật của các số lớn
Khi ta tung rất nhiều lần một con xúc xắc có cấu trúc thật đều, ta có thể đoán trước một cách chắc chắn rằng tần số xuất hiện của mỗi mặt đều xấp xỉ 1/6. Số lần tung càng nhiều thì các tần số xuất hiện của từng mặt càng gần nhau bởi vì con xúc xắc đã khai thác tất cả các khả năng nhận được. Điều tương tự cũng xảy ra khi ta cho một giọt chất màu vào một cốc nước. Chờ càng lâu ta thấy cốc nước càng trở được nhuộm màu đều bởi lẽ các phân tử màu cho vào đã khai thác tất cả các khả năng nhận được - ở đây là các vùng bên trong cốc.
Các quan sát trên có thể được tổng quát hóa. Trong một hệ rất lớn, và khi trạng thái cân bằng của nó có thể đạt được, người ta có thể dự đoán chính xác "số phận" của hệ ngay cả khi "số phận" của nhiều bộ phận không thể xác định được.

#### Ở cấp độ nguyên tử
Ngày nay ta biết rằng nguyên tử tồn tại và chúng rất nhỏ. Nói cách khác, trong bất cứ một mẫu vật chất nào cũng có rất nhiều nguyên tử, trong một hạt cát có hàng tỉ tỉ nguyên tử. Nhiều định luật vật lý của thế giới vĩ mô không áp dụng được cho các nguyên tử.

#### Cân bằng nhiệt
Nghiên cứu về các cân bằng nhiệt có tầm quan trọng đặc biệt. Tất cả các thể của vật chất (khí, lỏng, rắn, bán lỏng,...) và tất cả các hiện tượng vật lý (cơ, điện - từ, quang,...) đều có thể nghiên cứu thông qua lý luận trên sự cân bằng của các hệ lớn. Nhiệt động học, mà người ta hay đồng nhất với vật lý thống kê, là một trong những nền tảng vững chắc nhất trên đó các kiến thức hiện đại về vật chất được xây dựng.

## Các định luật
Các định luật của nhiệt động lực học còn được gọi là các nguyên lý nhiệt động lực học.

### Định luật 0
Định luật 0, hay nguyên lý cân bằng nhiệt động, nói về cân bằng nhiệt động. Hai hệ nhiệt động đang nằm trong cân bằng nhiệt động  với nhau khi chúng được cho tiếp xúc với nhau nhưng không có trao đổi năng lượng. Nó được phát biểu như sau: "Nếu hai hệ có cân bằng nhiệt động với cùng một hệ thứ ba thì chúng cũng cân bằng nhiệt động với nhau".
Định luật 0 được phát biểu muộn hơn 3 định luật còn lại nhưng lại rất quan trọng nên được đánh số 0. Cân bằng nhiệt động bao hàm cả cân bằng nhiệt, cân bằng cơ học và cân bằng hoá học. Đây cũng là nền tảng của phép đo nhiệt.

### Định luật 1
Xem thêm Định luật đầu tiên của nhiệt động lực học
Định luật 1, hay nguyên lý thứ nhất, chính là định luật bảo toàn năng lượng áp dụng vào hiện tượng nhiệt, khẳng định rằng năng lượng luôn được bảo toàn. Nói cách khác, tổng năng lượng của một hệ kín là không đổi. Các sự kiện xảy ra trong hệ chẳng qua là sự chuyển năng lượng từ dạng này sang dạng khác. Như vậy năng lượng không tự sinh ra và không tự mất đi, nó luôn biến đổi trong tự nhiên. Trong nhiệt động lực học, động cơ nhiệt là thứ trọng tâm. Vì vậy, nguyên lý thường được phát biểu theo công thức:
{\displaystyle Q=\Delta U-A}
Hay tương đương với: {\displaystyle \Delta U=Q+A}
Công thức biẻu thị một quá trình hoạt động cơ bản của một động cơ nhiệt. Nhận nhiệt Q để tăng nội năng {\displaystyle \Delta U} và sinh công A:
Q > 0: Hệ nhận nhiệt lượng
Q < 0: Hệ truyền nhiệt lượng
A < 0: Hệ sinh công
A > 0: Hệ nhận công

### Định luật 2
Định luật 2, hay nguyên lý thứ hai, còn gọi là nguyên lý về entropy, liên quan đến tính không thể đảo ngược của một quá trình nhiệt động lực học và đề ra khái niệm entropy. Nguyên lý này phát biểu rằng entropy của một hệ kín chỉ có hai khả năng, hoặc là tăng lên, hoặc giữ nguyên. Từ đó dẫn đến định luật là không thể chuyển từ trạng thái mất trật tự sang trạng thái trật tự nếu không có sự can thiệp từ bên ngoài.
Một cách phát biểu khác là:
Một hệ lớn và không trao đổi năng lượng với môi trường sẽ có entropy luôn tăng hoặc không đổi theo thời gian.
{\displaystyle \Delta S\geq 0}
Vì entropy là mức độ hỗn loạn của hệ, định luật này nói rằng vũ trụ sẽ ngày càng "hỗn loạn" hơn. Cơ học thống kê đã chứng minh rằng định luật này là một định lý, đúng cho hệ lớn và trong thời gian dài. Đối với hệ nhỏ và thời gian ngắn, có thể có thay đổi ngẫu nhiên không tuân thủ định luật này. Nói cách khác, không như định luật 1, các định luật vật lý chi phối thế giới vi mô chỉ tuân theo định luật 2 một cách gián tiếp và có tính thống kê. Ngược lại, định luật 2 khá độc lập so với các tính chất của các định luật đó, bởi lẽ nó chỉ thể hiện khi người ta trình bày các định luật đó một cách giản lược hóa và ở quy mô nhỏ.

### Định luật 3
Nguyên lý số ba, hay nguyên lý Nernst, còn gọi là nguyên lý độ không tuyệt đối, đã từng được bàn cãi nhiều nhất, gắn liền với sự tụt xuống một trạng thái lượng tử cơ bản khi nhiệt độ của một hệ tiến đến giới hạn của độ không tuyệt đối. Định luật này được phát biểu như sau.
Trạng thái của mọi hệ không thay đổi tại nhiệt độ không tuyệt đối (0K). 
{\displaystyle \lim _{T\to 0}S=0}

## Đại lượng mở rộng và đại lượng bổ sung
Người ta phân biệt các đại lượng vật lý chi phối trạng thái nhiệt động của một hệ thành hai loại: các đại lượng mở rộng và các đại lượng bổ sung.
Một hệ luôn có thể được phân chia - bằng tưởng tượng - thành từng phần tách biệt trong không gian.
Một đại lượng được gọi là đại lượng mở rộng khi giá trị của nó trong hệ bằng tổng giá trị của nó trong từng phần của hệ đó. Ví dụ:
- Thể tích
- Khối lượng
- Số lượng các hạt cùng loại
- Năng lượng và entropy - trong nhiều trường hợp
- Điện tích (trong trường hợp này, tổng nên hiểu là tổng đại số, bao gồm cả điện tích âm và điện tích dương)

Một đại lượng gọi là đại lượng bổ sung khi trong một hệ đồng nhất, giá trị của nó trong toàn hệ bằng với giá trị của nó trong từng phần của hệ đó. Ví dụ:
- Áp suất
- Nhiệt độ
- Khối lượng riêng

cũng như tỷ số của hai đại lượng mở rộng bất kỳ.
Một đại lượng có thể không là đại lượng mở rộng cũng không là đại lượng bổ sung, chẳng hạn đại lượng "bình phương thể tích".